# Griffen
Griffen (Sloveens: Grebinj) is een gemeente in de Oostenrijkse deelstaat Karinthië, gelegen in het district Völkermarkt (VK). De gemeente heeft ongeveer 3700 inwoners.

## Geografie
Griffen heeft een oppervlakte van 74,74 km². Het ligt in het zuiden van het land.

## Geboren
- Peter Handke (1942), schrijver en dramaturg

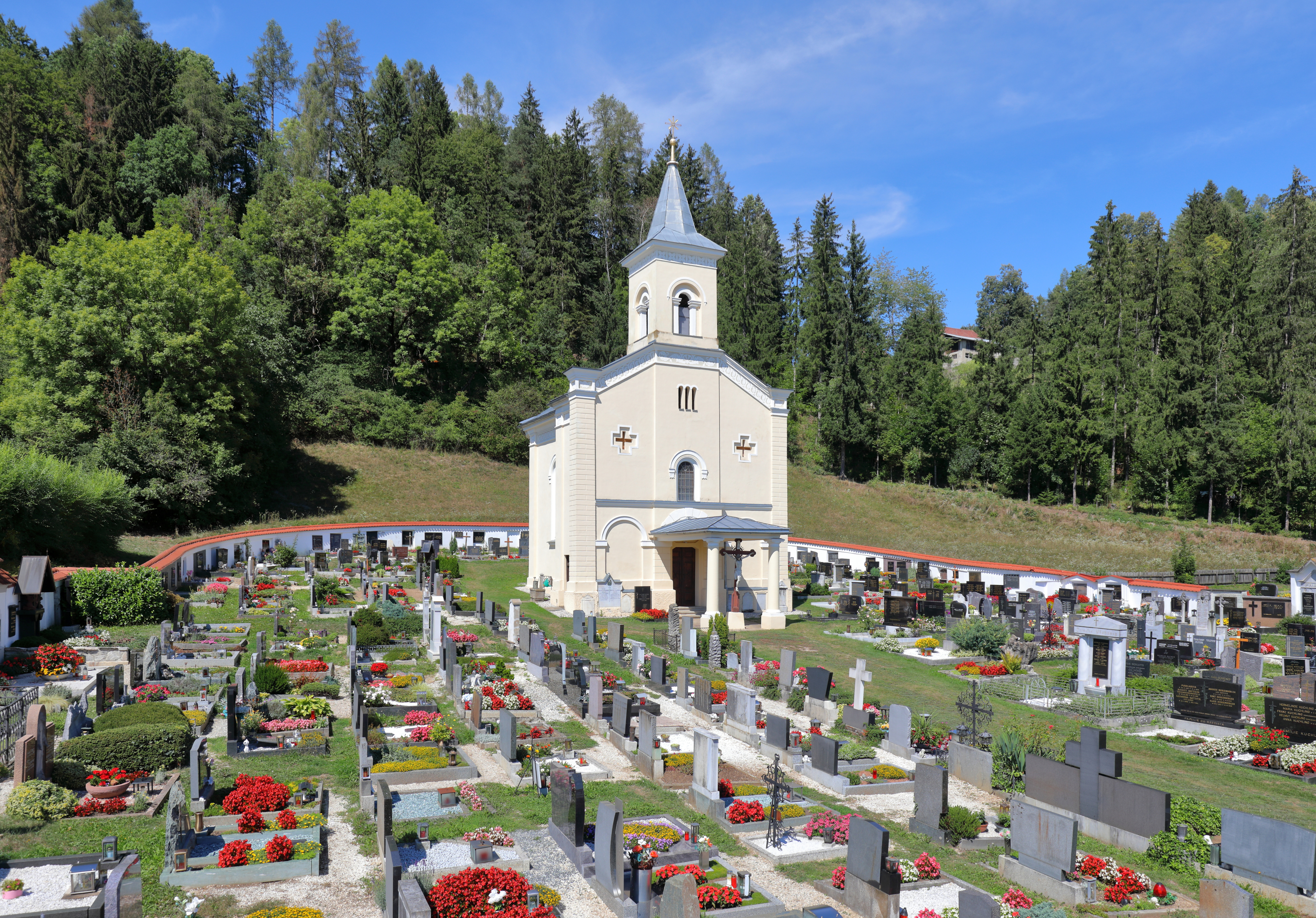
Begraafplaats Griffen met begraafplaatskapel

Bleiburg ·
Diex ·
Eberndorf ·
Eisenkappel-Vellach ·
Feistritz ob Bleiburg ·
Gallizien ·
Globasnitz ·
Griffen ·
Neuhaus ·
Ruden ·
Sankt Kanzian am Klopeiner See ·
Sittersdorf ·
Völkermarkt
- Gemeinsame Normdatei: 4093996-0
- Virtual International Authority File: 237723900
- WorldCat: E39PBJh4rk9FVy7XV7xykF6Frq